# Yamaha YZ 125
 (octobre 2019).
Si vous disposez d'ouvrages ou d'articles de référence ou si vous connaissez des sites web de qualité traitant du thème abordé ici, merci de compléter l'article en donnant les références utiles à sa vérifiabilité et en les liant à la section « Notes et références ».
La Yamaha YZ125 est une moto spécialement conçue pour les courses de motocross, de la marque Yamaha.

## Description
Elle est équipée d'un monocylindre 2-temps. La production de la 125YZ commence en 1974.
La moto a subi comme ses concurrentes une évolution quasi annuelle, jusqu'au début des années 2010. Elle a au fil des années adopté les grands débattements de suspension, freins à disque, refroidissement liquide et un carburateur plus gros. La fiche technique jointe concerne le modèle 74. 
Ensuite les évolutions sont devenues plus rares, car la catégorie a été remplacée par les 250 4 temps au niveau GP et  championnat US mais la moto est restée au catalogue Yamaha, au contraire des autres 125 cross japonaises, disparues vers 2008-2009. 
Ces 125cm³ 2-temps appartiennent à la classe MX2, elles disposent une puissance de 37cv, et d'un poids plume, qui les rendent comparables aux 250cm³ 4 -temps bien que celles-ci disposent d'un couple plus élevé et d'une puissance plus linéaire. Elles sont revenues dans la course grâce notamment aux championnats Junior nationaux et à la catégorie EMX125, qui voient s'affronter de jeunes pilotes dont le physique serait plus sollicité avec une 250 4-temps. Par ailleurs le poids réduit des 125 est un avantage en cas de chute, fréquentes lors des compétitions. 
Elle était équipée d'un châssis tubulaire à simple berceau dédoublé en acier jusqu'en 2005.
À partir de 2005 Yamaha a équipé ce modèle d'un châssis similaire en aluminium gaufré. Ses suspensions KYB type SSS sont parmi les meilleures du marché (les essais du magazine américain Motocross Action les placent régulièrement devant ses concurrentes).  
De 1975 à 1980, l'YZ125 fut déclinée en YZ175, équipée d'un moteur de 175cm³.
Sa version de ville est la Yamaha 125 DT.